# NetOps
Разграничение: NetOps e различна позиция от DevOps
NetOps се дефинира като екип (тийм) за нет-операции във фирмите (САЩ) или като цяло, както подсказва името , а последната дефиниция за NetOps, тъй като мрежите са от голяма важност и значение , описва рамката на нет-операциите като подчинена на основните задачи на високо ниво на команден контрол на мрежата (C2), силната информираност за ситуацията (SA), плюс допълнително ролята на Командър (CDR) на Стратегическо командване на САЩ (US Strategic Command – USSTRATCOM), в координация с DoD и Global NetOps Community, рамката се използва за опериране, управление и защита на Глобалната информационна мрежа за осигуряване на достъпност на информацията. 
Поддържането на сигурност, надежност, благонадежност, изправност и издръжливост на мрежите и на мрежовата апаратура е в същността на NetOps, тъй като интернет скоростта е важна, и това също е в обекта на NetOps, но сигурността на мрежата е от първостепенно значение .
Инструкция за DoD (DoDI) 8410.02 определя NetOps като оперативните, организационните и техническите възможности в цялата DoD за осъществяване и защита на достъпността на глобалната информация. NetOps включва, но не се ограничава до ентерпрайз управление, високо ниво на нет сигурност и управление на съдържанието (управление на информационното съдържание) .
NetOps също така предоставя на бойни командири (Combatant Commanders – COCOMs) GI ситуационната осведоменост за вземане на информирани решения за командване и контрол.
- GI Enterprise Management (GEM)
- GI Net Assurance (GNA)

Синергията, която се постигна от интегрирането на взаимоотношенията и връзките между всяка и да е от съществените таскове (задачи), дава следните желани ефекти в подкрепа на общата цел на NetOps, която е да предостави максимално правилна информация за:
- Гарантирана системна и мрежова достъпности и наличност (Assured System and Network Availability)
- Осигурена защита на информацията (Assured Information Protection)
- Сигурна доставка на информация (Assured Information Delivery)